# Operação Valiosa
A Operação Valiosa (Operação Valuable), também conhecida como Subversão Albanesa (em albanês:  Përmbysja e Shqipërisë) foi uma das primeiras operações paramilitares secretas no Bloco de Leste. O principal objetivo da operação era derrubar o governo da Albânia Comunista. 
O MI6 e a CIA lançaram uma operação subversiva conjunta, utilizando expatriados albaneses como agentes. Outros albaneses anticomunistas e muitos nacionalistas trabalharam como agentes dos serviços de inteligência gregos e italianos, alguns apoiados pelos serviços secretos anglo-americanos. Muitos dos agentes foram capturados, levados a julgamento e fuzilados ou condenados a longas penas de prisão por trabalhos forçados.

## Prelúdio
A Albânia estava numa posição nada invejável após a Segunda Guerra Mundial.  A Grécia reivindicou terras albanesas.  Os Aliados Ocidentais não reconheceram nem Rei Zog nem um governo republicano no exílio, nem alguma vez levantaram a questão da Albânia ou das suas fronteiras nas principais conferências de guerra.  Não existem estatísticas confiáveis sobre as perdas da Albânia durante a guerra, mas a Administração de Assistência e Reabilitação das Nações Unidas relatou cerca de 30.000 albaneses mortos na guerra, 200 aldeias destruídas, 18.000 casas destruídas e cerca de 100.000 pessoas desabrigadas.  As estatísticas oficiais albanesas afirmam perdas maiores. 
Os planos britânicos para a derrubada de Hoxha e do regime comunista na Albânia existiam desde 1946.  O Comitê da Rússia, criado em 1946 pelo Ministério dos Negócios Estrangeiros britânico, foi criado para se opor à extensão do controlo soviético, promovendo conflitos civis nas nações fronteiriças ocidentais da Rússia. 

## Planos operacionais
A operação começou em outubro de 1949. O plano previa o lançamento de pára-quedas de monarquistas na região de Mat, na Albânia Central. A região era conhecida como um bastião do tradicionalismo albanês e, além disso, elogiada pela sua lealdade ao rei Zog, ele próprio descendente de um dos clãs regionais. O plano original era saltar de pára-quedas em agentes, a fim de organizar uma revolta popular massiva, que os aliados forneceriam por meio de lançamentos aéreos. Com o tempo, esta revolta iria desencadear uma guerra civil. Os problemas que isto causaria à política soviética foram considerados pelos britânicos como valendo a pena o risco, e se tivesse sucesso, então poderia ser o ponto de partida de uma reacção em cadeia de contrarrevoluções em todo o Bloco de Leste. O chefe do SIS, Stewart Menzies, não estava entusiasmado com a operação paramilitar, mas viu-a como uma forma de apaziguar a antiga SOE “fede e bate nas pessoas”. 
Os britânicos queriam que os Estados Unidos financiassem a operação e fornecessem bases. O oficial sênior da inteligência britânica William Hayter, que presidiu o Comitê Conjunto de Inteligência (JIC), veio a Washington, DC em março com um grupo de membros do Serviço Secreto de Inteligência e funcionários do Ministério das Relações Exteriores que incluía Gladwyn Jebb, Earl Jellicoe e Peter Dwyer do SIS e um especialista nos Balcãs. Acompanhados pelo representante do SIS em Washington, Kim Philby, eles se reuniram com Robert Joyce, da Equipe de Política e Planejamento (PPS) do Departamento de Estado dos EUA, e Frank Wisner, que era o chefe do Escritório de Coordenação de Políticas (OPC), e outros funcionários da inteligência dos EUA, como James McCargar e Franklin Lindsay. McCargar foi designado para fazer a ligação com Philby em questões operacionais conjuntas. Sem o conhecimento do SIS e da CIA, Philby era comunista e espião da inteligência estrangeira soviética, e posteriormente foi responsabilizado pelo fracasso da operação. 
Albaneses anticomunistas foram recrutados nos campos de pessoas deslocadas na Grécia, Itália e Turquia. A mão de obra para o que os britânicos batizaram de Projeto VALUABLE e os americanos FIEND, consistia em 40% da Frente Nacional Balli Kombëtar (BK), uma organização colaboracionista fascista formada durante a Segunda Guerra Mundial, 40% do movimento monarquista, conhecido como Legaliteti e o descansar de outras facções albanesas. 

## ProjetoVALUABLE/FIEND
Uma dúzia de emigrados albaneses foram recrutados e levados para a Líbia para treinar para um projecto piloto que ficaria conhecido como Operação Valiosa. O SIS, com o Coronel "Ace" Miller do Exército dos EUA como elemento de ligação, treinou estes homens no uso de armas, códigos e rádio, nas técnicas de subversão e sabotagem. Eles foram lançados nas montanhas de Mat ao longo de 1947, mas não conseguiram inspirar os habitantes da região a uma revolta maior. A operação continuou em 1949. Houve tentativas de sabotagem nos campos petrolíferos de Kuçovë e nas minas de cobre em Rubik, mas nenhum sucesso real no levantamento de uma revolta. Então, o governo dos EUA, avaliando a situação política, decidiu dar uma mão. Em setembro de 1949, o secretário de Relações Exteriores britânico, Ernest Bevin, foi a Washington, DC para discutir a Operação Valuable com autoridades do governo dos EUA. A CIA divulgou um relatório que concluiu que “uma revolta albanesa puramente interna neste momento não é indicada e, se empreendida, teria poucas hipóteses de sucesso”. A CIA afirmou que o regime de Enver Hoxha tinha um exército regular de 65.000 homens e uma força de segurança de 15.000. Houve relatórios de inteligência de que havia 1.500 "conselheiros" soviéticos e 4.000 "técnicos" na Albânia ajudando a treinar o Exército Albanês. 
Oficiais navais britânicos e norte-americanos estavam preocupados com o fato de a URSS estar construindo uma base submarina na Península de Karaburun, perto do porto de Vlorë. Em 6 de Setembro de 1949, quando a OTAN se reuniu pela primeira vez em Washington, Bevin propôs que “uma contra-revolução” fosse lançada na Albânia. O secretário de Estado dos EUA, Dean Acheson, estava de acordo. A OTAN, estabelecida como uma aliança militar defensiva para a Europa Ocidental e a América do Norte, estava agora empenhada em lançar operações ofensivas secretas contra uma nação soberana nos Balcãs. Os EUA e o Reino Unido, juntando-se aos seus aliados, Itália e Grécia, concordaram em apoiar a derrubada do regime de Hoxha na Albânia e em eliminar a influência soviética na região do Mediterrâneo. Bevin queria colocar o rei Zog no trono como líder da Albânia assim que Hoxha fosse deposto. 
Desta vez, procurou-se uma melhor qualidade de comandos e foi feita uma abordagem ao rei Zog no exílio no Cairo para recomendar homens para o trabalho. No entanto, o negociador britânico Neil "Billy" McLean e os representantes americanos Robert Miner e Robert Low não conseguiram trazer Zog porque ninguém o nomearia chefe de um governo provisório no exílio. Em Agosto de 1949, foi feito um anúncio em Paris de que exilados políticos albaneses tinham formado um comité multipartidário para fomentar a rebelião anticomunista na pátria; na verdade, o Comitê Nacional da "Albânia Livre" foi criado por funcionários diplomáticos e de inteligência americanos para cobertura política de um projecto paramilitar secreto, com a concordância britânica. Os britânicos deram o primeiro passo organizacional, contratando como treinador-chefe o major David Smiley, vice-comandante de um regimento de cavalaria (tanques) estacionado na Alemanha. Os líderes do Balli Kombetar, um grupo político no exílio cuja política principal era substituir o regime comunista albanês por um governo não monarquista, já tinham concordado com McLean e o seu grupo, Julian Amery, em fornecer 30 emigrados albaneses, alguns veteranos da guerra mundial. Guerrilha da Segunda Guerra e guerras civis, como recrutas para a operação de penetração na Albânia. 

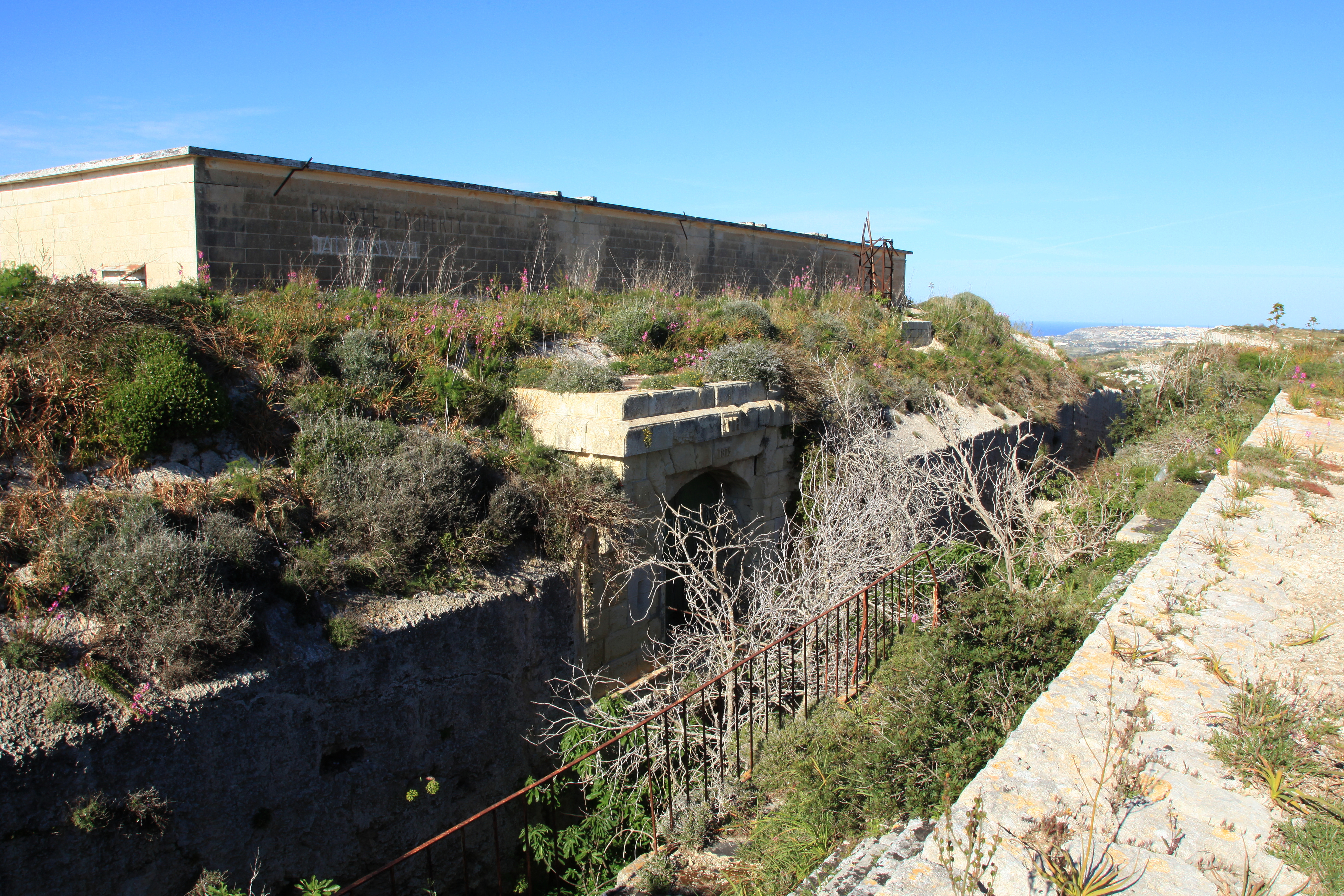
Forte Binġemma, onde foram treinados recrutas albaneses.

Em julho de 1949, o primeiro grupo de recrutas foi transportado pelo pessoal de operações especiais britânico para o Forte Binġemma, na colônia da coroa britânica em Malta. Rotulados como "Os Pixies" pelo SIS, eles passaram dois meses treinando como operadores de rádio, coletores de inteligência e guerrilheiros mais sofisticados do que como membros dos cetas (bandos de guerrilha) durante a Segunda Guerra Mundial. Em 26 de setembro de 1949, nove Pixies embarcaram em uma traineira da Marinha Real que navegou para o norte; três dias depois, um barco de pesca de estilo grego, conhecido como caíque e denominado "Mares Tempestuosos", partiu de Malta.
Com escala num porto italiano, os dois navios partiram no dia 3 de outubro, encontraram-se num ponto do mar Adriático e transferiram os albaneses para o caique. Horas depois, naquela mesma noite, os Pixies desembarcaram na costa albanesa, a alguma distância ao sul de Vlora, que era o antigo território do Balli Kombetar, outras mais ao norte. As forças de segurança do governo albanês logo interditaram um dos dois grupos de comandos. Os comunistas mataram três membros do primeiro grupo e um quarto homem do segundo grupo. As três primeiras mortes e o desaparecimento de um quarto homem que se juntou à sua família exterminaram um grupo, enquanto os quatro sobreviventes do desembarque secreto escaparam para o sul, para a Grécia.
Durante dois anos após este desembarque, pequenos grupos de albaneses treinados pelos britânicos saíam de vez em quando dos campos de treino em Malta, Grã-Bretanha e Alemanha Ocidental. A maioria das operações falhou, com as forças de segurança albanesas interditando muitos dos insurgentes. Ocasionalmente, as autoridades albanesas informavam sobre “grandes mas mal sucedidas infiltrações de inimigos do povo” em diversas regiões do país. Alguns agentes americanos, originalmente treinados por autoridades italianas ou gregas, também se infiltraram por via aérea, marítima ou a pé para recolher informações em vez de participarem em operações políticas ou paramilitares. O mais bem-sucedido destes operativos foi Hamit Marjani, codinome Tiger, que participou de 15 incursões terrestres. 
A última infiltração ocorreu algumas semanas antes da Páscoa de 1952. Em um esforço para descobrir o que estava acontecendo, o próprio capitão Shehu, com o capitão Branica e o operador de rádio Tahir Prenci, foram guiados pelo veterano gendarme e guerrilheiro Matjani e três guardas armados para a região de Mati, a nordeste de Tirana. A milícia das forças de segurança albanesas esperava por eles no ponto de encontro, uma casa propriedade do primo de Shehu, um conhecido apoiante de Zog. A milícia forçou o operador de Shehu a transmitir um sinal claro para a sua base em Chipre. A operadora foi treinada para lidar com tais situações, usando um exercício à prova de falhas que envolvia a transmissão de uma forma que avisava que estava sendo enviada sob coação e, portanto, deveria ser desconsiderada. Mas a milícia parecia saber o que fazer. O sinal de tudo claro foi emitido e, quase um ano depois, mais quatro agentes de alto escalão, incluindo o próprio Matjani, saltaram de paraquedas em uma emboscada em Shen Gjergj (São Jorge), perto da cidade de Elbasani. Os que não foram mortos foram julgados em abril de 1954.

## Consequências
A operação foi um fracasso, com 300 agentes do MI6 e da CIA mortos durante a sua duração. 
Shehu, Sufa, Matjani e outros foram levados a julgamento, que considerou todos culpados. Shehu, Sula e os guardas reais seriam fuzilados, Matjani seria enforcado. Muitos dos habitantes locais suspeitos de terem ajudado os guerrilheiros foram presos ou localizados à força noutros locais da Albânia. Tudo o que restou da resistência anticomunista foi virtualmente apagado.
Provavelmente foram mortos durante a operação até 300 agentes e civis que os ajudaram. Abaz Ermenji, co-fundador da Balli Kombetar (BK) afirmou: “Os nossos "aliados" queriam usar a Albânia como cobaia, sem se preocuparem com as perdas humanas, para um empreendimento absurdo que estava condenado ao fracasso.” Halil Nerguti afirmou: “Fomos usados como experiência. Éramos uma pequena parte de um grande jogo, peões que poderiam ser sacrificados.”
John H. Richardson Sr, Diretor da Divisão Sudeste da CIA, encerrou a Operação Fiend. Em 1954, os 120 membros da Companhia 4000 concentraram-se na guarda de um depósito de armas químicas da Força Aérea dos Estados Unidos ao sul de Munique. As instalações de treinamento da CIA nos arredores de Heidelberg, na Alemanha Ocidental, foram fechadas, assim como uma base da CIA em uma ilha grega. Com o tempo, os restantes albaneses foram reassentados no Reino Unido, nos EUA e nos países da Commonwealth.
A operação foi um dos segredos mais cuidadosamente escondidos da Guerra Fria. Em 2006, cerca de 2.300 páginas de documentos que descrevem partes importantes do Projeto Albânia sob os seus dois principais criptônimos, BGFIEND e OBOPUS, foram desclassificadas por um grupo de trabalho interagências do governo dos EUA, agindo sob os termos da Lei de Divulgação de Crimes de Guerra Nazista.